# Sasa subvillosa
Sasa subvillosa là một loài thực vật có hoa trong họ Hòa thảo. Loài này được Sad.Suzuki miêu tả khoa học đầu tiên năm 1964.